# Евсюкова, Елизавета Николаевна
Елизавета Николаевна (Нутфулловна) Евсюкова (4 мая 1957, Верхняя Пышма — 28 ноября 2012, Челябинск) — советский и российский хормейстер, педагог, главный хормейстер Челябинского академического театра оперы и балета имени Глинки (1989—2012), заслуженная артистка России.

## Биография
В 1981 г. окончила Уральскую государственную консерваторию им. Мусоргского.
В 1981—1989 гг. преподавала в музыкальном училище г. Асбеста.
С 1989 г. — главный хормейстер Челябинского академического театра оперы и балета имени М. И. Глинки. Среди наиболее значимых постановок: «Руслан и Людмила» М. Глинки, «Князь Игорь» А. Бородина, «Кармен» Ж. Бизе (на французском языке), «Аида», «Трубадур», «Травиата», «Риголетто» Дж. Верди (на итальянском языке), «Лоэнгрин» Р.Вагнера (на немецком языке); хоровые сочинения: «Кармина Бурана» К. Орфа (на латинском языке), сценическая оратория А. Онеггера «Жанна д’Арк на костре», оратория С. Прокофьева «Иван Грозный», Реквием Дж. Верди, «Свадебка» И. Стравинского.
Заслуженная артистка России. Была награждена Государственной премией губернатора Челябинской области; неоднократный лауреат областного фестиваля «Сцена».
Скончалась 28 ноября 2012 года, похоронена на Александровском кладбище в Верхней Пышме.